# Chelonus nigricans
Chelonus nigricans är en stekelart som först beskrevs av Vladimir Ivanovich Tobias 1997.  Chelonus nigricans ingår i släktet Chelonus och familjen bracksteklar. Inga underarter finns listade i Catalogue of Life.